# Van Heilmann van Stoutenburg

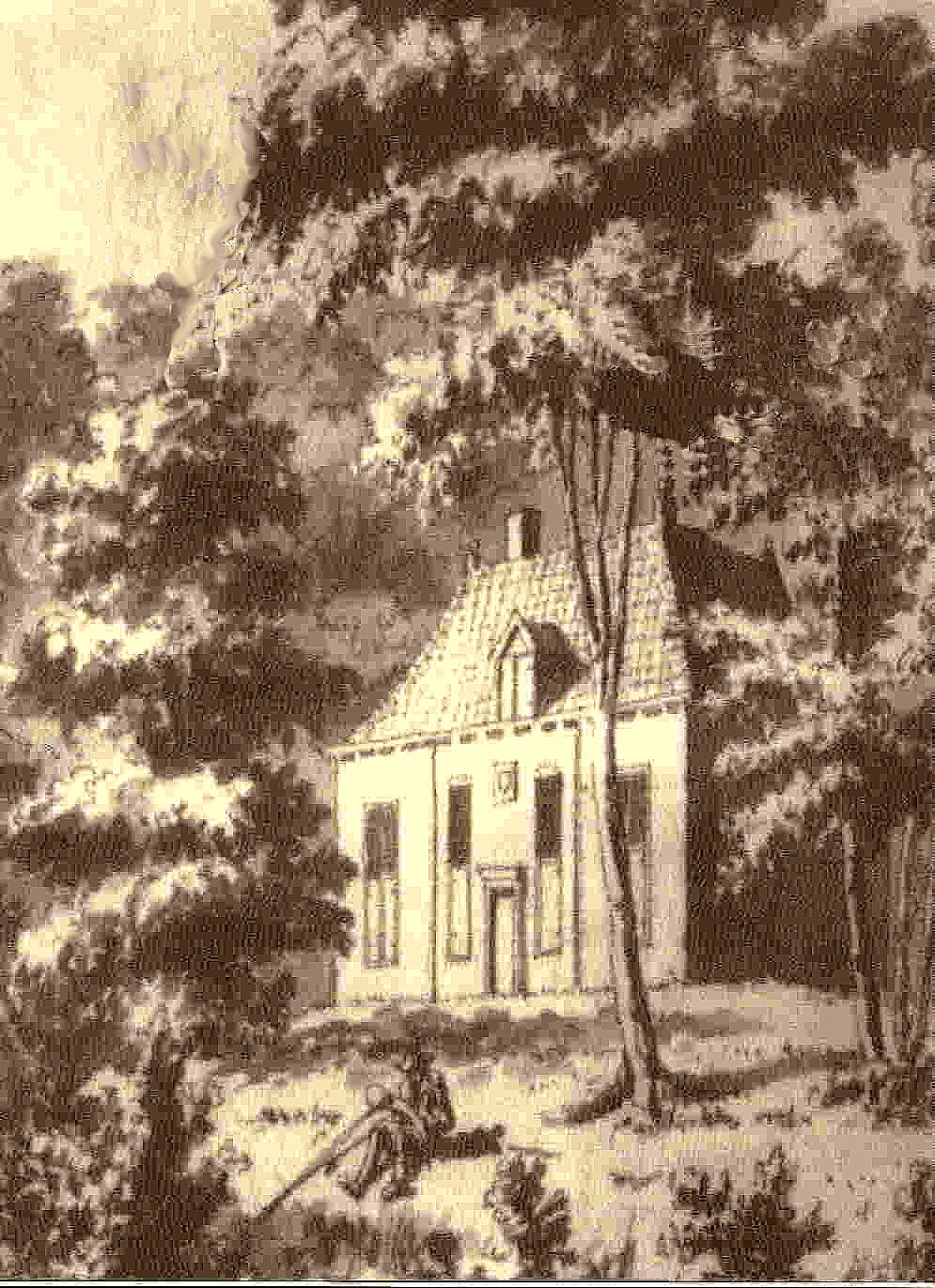
Landgoed Stoutenburg

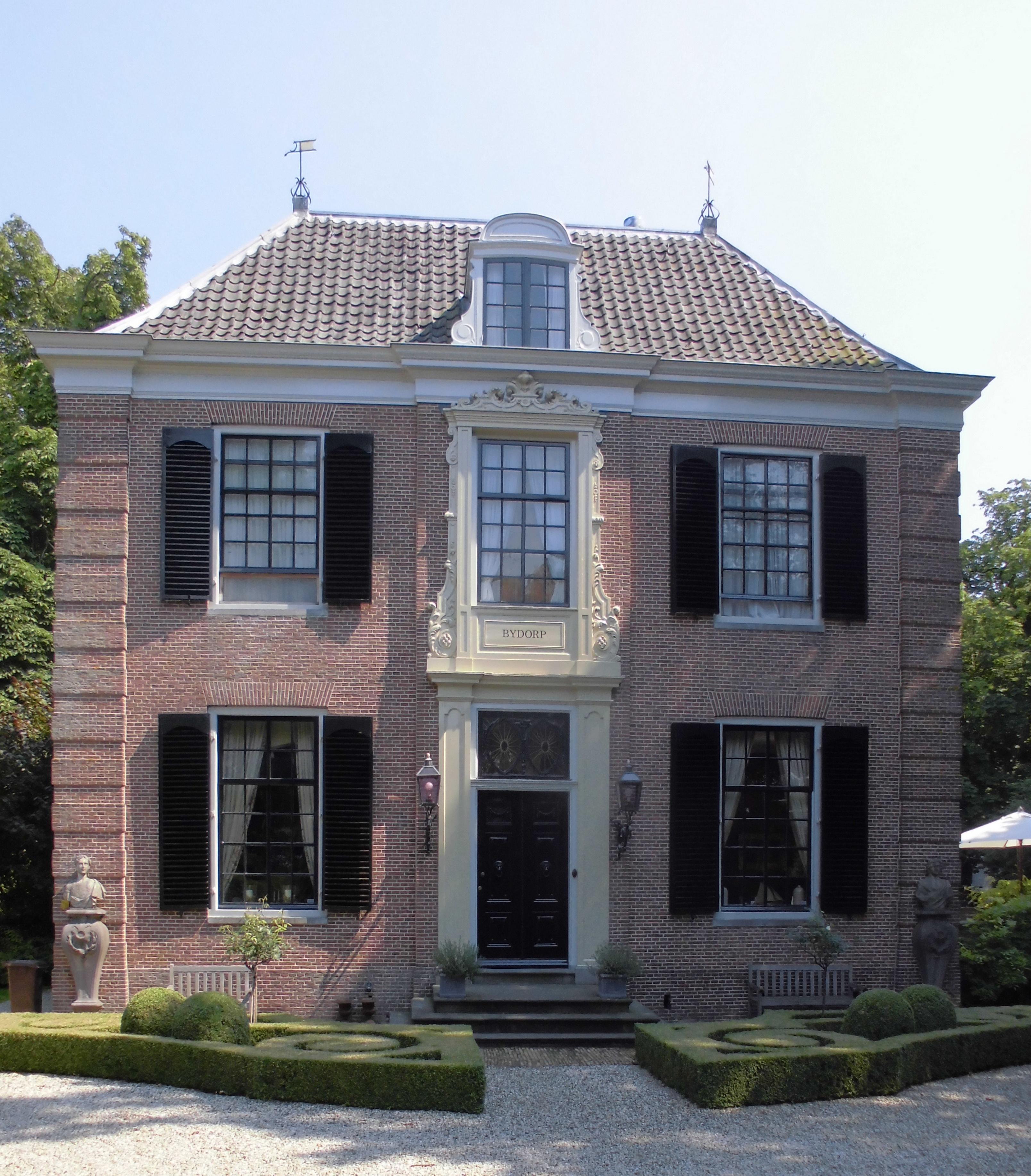
Bijdorp (Loenen aan de Vecht)

Van Heilmann van Stoutenburg is een uit Hessen afkomstig geslacht waarvan leden sinds 1820 tot de Nederlandse adel behoorden en dat in 1916 uitstierf.

## Geschiedenis
De stamreeks begint met Frederik Leonard Bernard von Heilmann, geboren in Rheinfels (Hessen) die in 1694 als officier in Statendienst trad; zijn carrière beëindigde hij daarin als generaal-majoor en hij overleed in 1742. Zijn kleinzoon Louis Joseph (1767-1829) trad eveneens in Statendienst en werd bij Koninklijk Besluit van 9 januari 1820 ingelijfd in de Nederlandse adel met de titel van baron bij eerstgeboorte. Met een kleinzoon van de laatste stierf het geslacht in 1916 uit.

## Enkele telgen
Frederik Leonard [Bernard] von Heilmann (†1742), generaal-majoor
- Johannes Ludovicus von Heilmann (1721-1790), luitenant-kolonel
  - Louis Joseph baron van Heilmann van Stoutenburg, heer van Stoutenburg (1767-1829), kolonel-commandant
    - Jkvr. Josephina van Heilmann van Stoutenburg (1816-1871) trouwde in 1836 met dr. Henricus Bernardus Valkenhoff (1809-1895), geneesheer te Hilversum, bewoonden en overleden beiden op huis Bijdorp
    - Johannes Baptista Josephus baron van Heilmann van Stoutenburg (1824-1853)
      - Louis Joseph baron van Heilmann van Stoutenburg (1849-1916), burgemeester van Strijen, laatste telg van het geslacht